# Fenômeno óptico

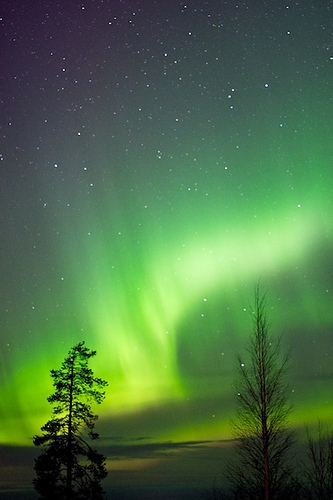
Aurora Boreal em Rovaniemi, Finlândia

Fenômeno óptico (português brasileiro) ou fenómeno óptico (português europeu) é qualquer evento observável que resulte da interação entre a luz e a matéria. Uma miragem é um exemplo de fenômeno óptico. Geralmente ocorrem devido à interação da luz do Sol ou da Lua com a atmosfera, nuvens, água, poeira e outras partículas. Um exemplo comum é o arco-íris, que ocorre quando a luz do Sol é refletida e refratada por gotículas de água. Alguns fenômenos, como o raio verde, são tão raros que às vezes são considerados míticos. Outros, como Fata Morganas, são comuns em locais favorecidos.

## Lista

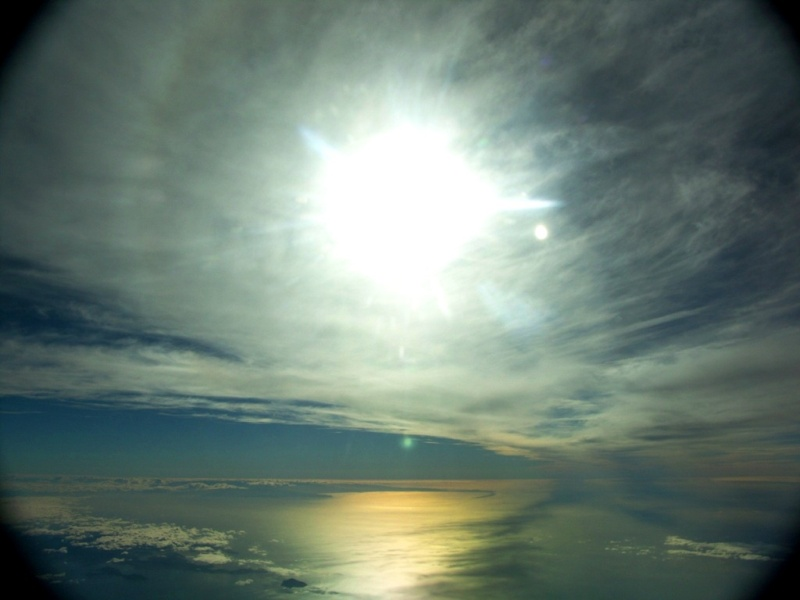
Halo solar na latitude de 41 graus sul.

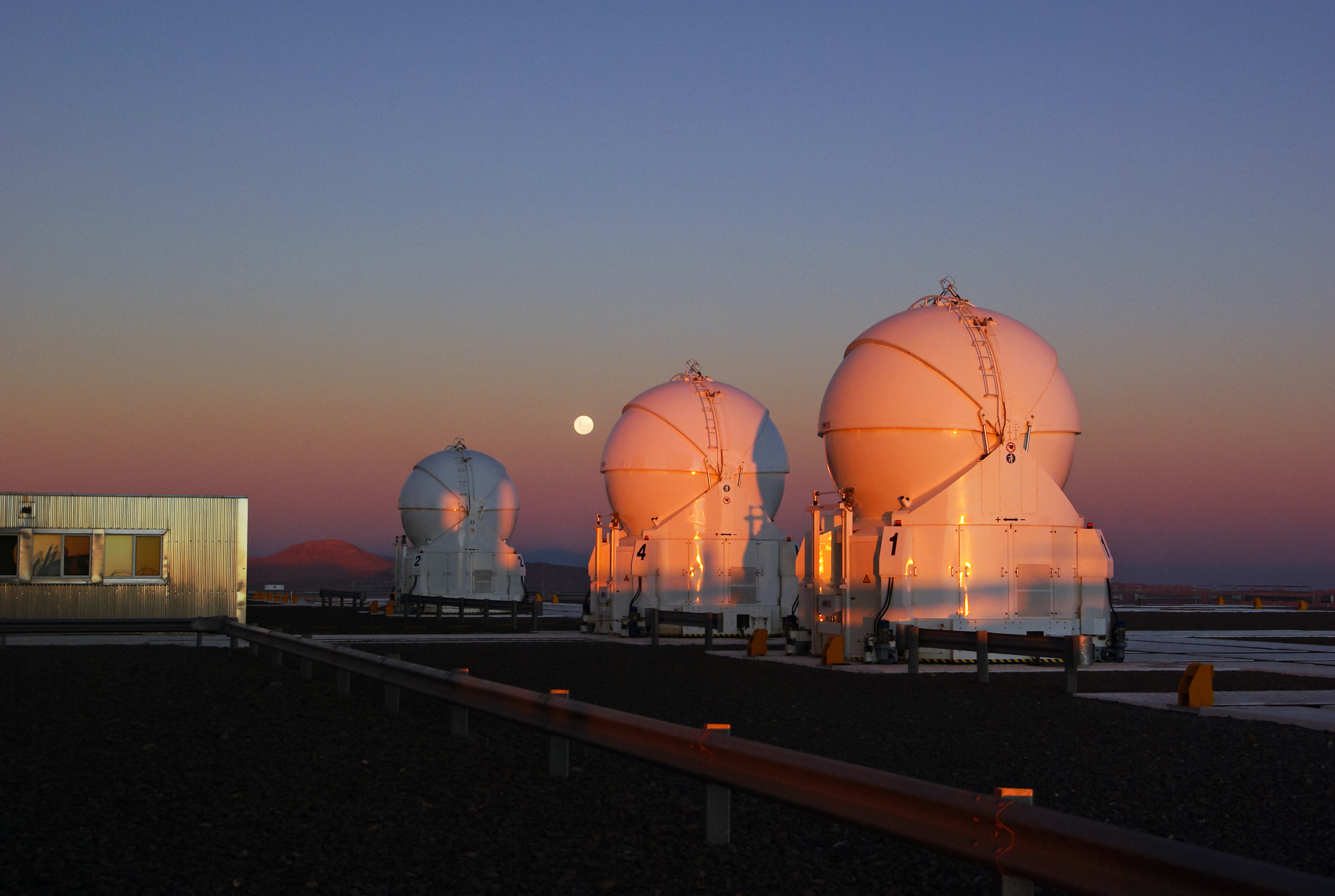
O Cinturão de Vênus sobre Paranal Observatório no topo Cerro Paranal, no deserto de Atacama, norte do Chile

Os fenômenos ópticos incluem aqueles decorrentes das propriedades ópticas da atmosfera; o resto da natureza (outros fenômenos); de objetos, sejam naturais ou artificiais (efeitos ópticos); e de nossos olhos (fenômenos entópticos). Também listados aqui estão fenômenos inexplicáveis que poderiam ter uma explicação ótica e "ilusões óticas" para as quais explicações óticas foram excluídas.
Existem muitos fenômenos que resultam tanto da partícula quanto da natureza ondulatória da luz. Alguns são bastante sutis e observáveis apenas por medições precisas usando instrumentos científicos. Uma observação famosa é a curvatura da luz de uma estrela pelo Sol observada durante um eclipse solar. Isso demonstra que o espaço é curvo, como prevê a teoria da relatividade.

### Fenômenos ópticos atmosféricos

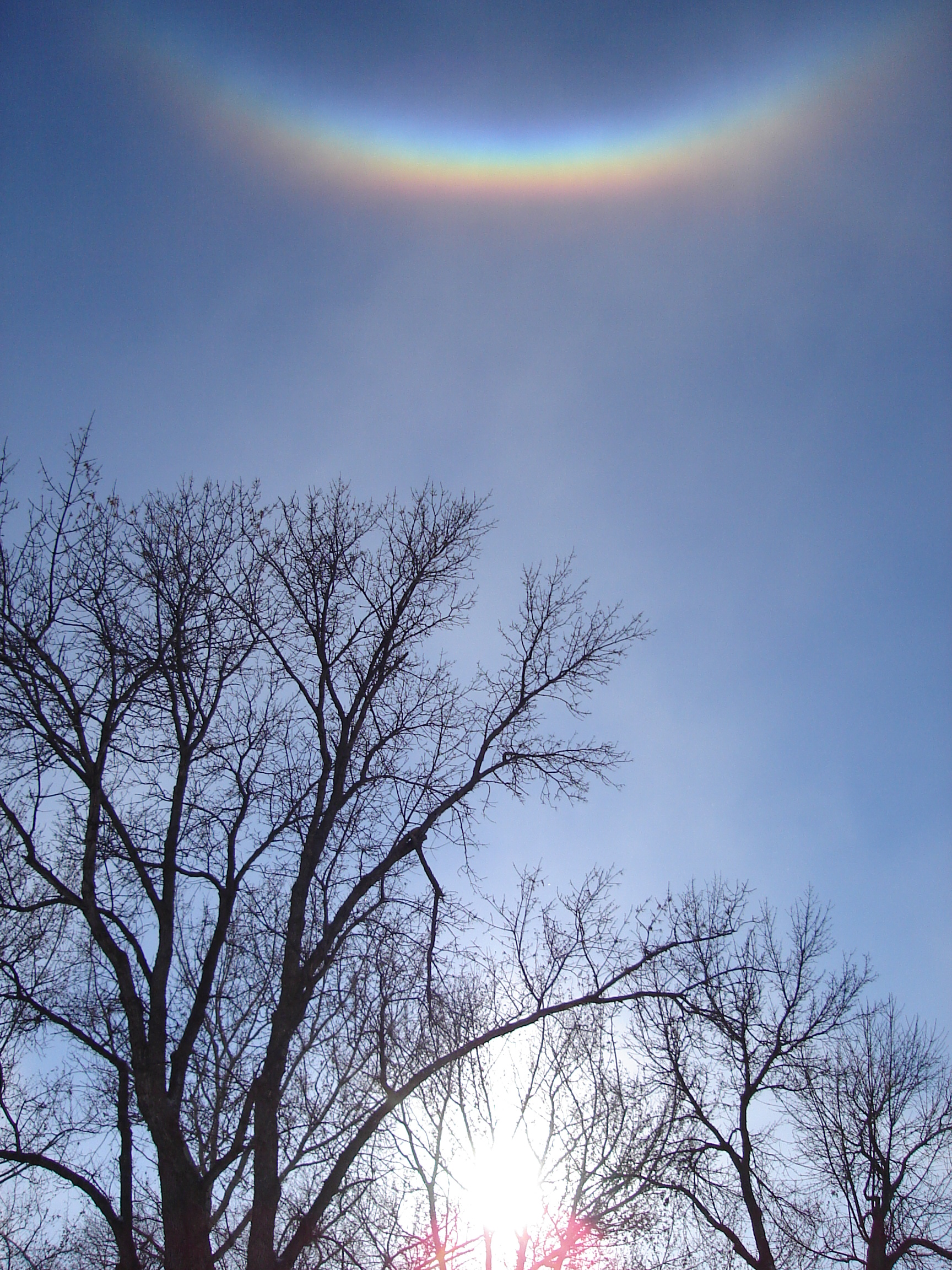
Um arco circum-zenital sobre Grand Forks, Dakota do Norte

O Cinturão de Vênus sobre Paranal Observatório no topo Cerro Paranal, no deserto de Atacama, norte do Chile
- Arrebol
- Airglow
- A banda de Alexander, a região escura entre os dois arcos de um arco-íris duplo.
- Alpenglow
- Raios anticrepusculares
- Anthelion
- Luz auroral (luzes do norte e do sul, aurora boreal e aurora australis)
- Cinturão de Vênus
- Brocken Spectre
- Arco circunhorizontal
- Arco circunzenital
- Iridescência da nuvem
- Raios crepusculares
- Sombra da terra
- Luzes de terremoto
- Glórias
- Brilho verde
- Halos, do Sol ou da Lua.
- Heiligenschein ou efeito halo, parcialmente causado pelo efeito de oposição

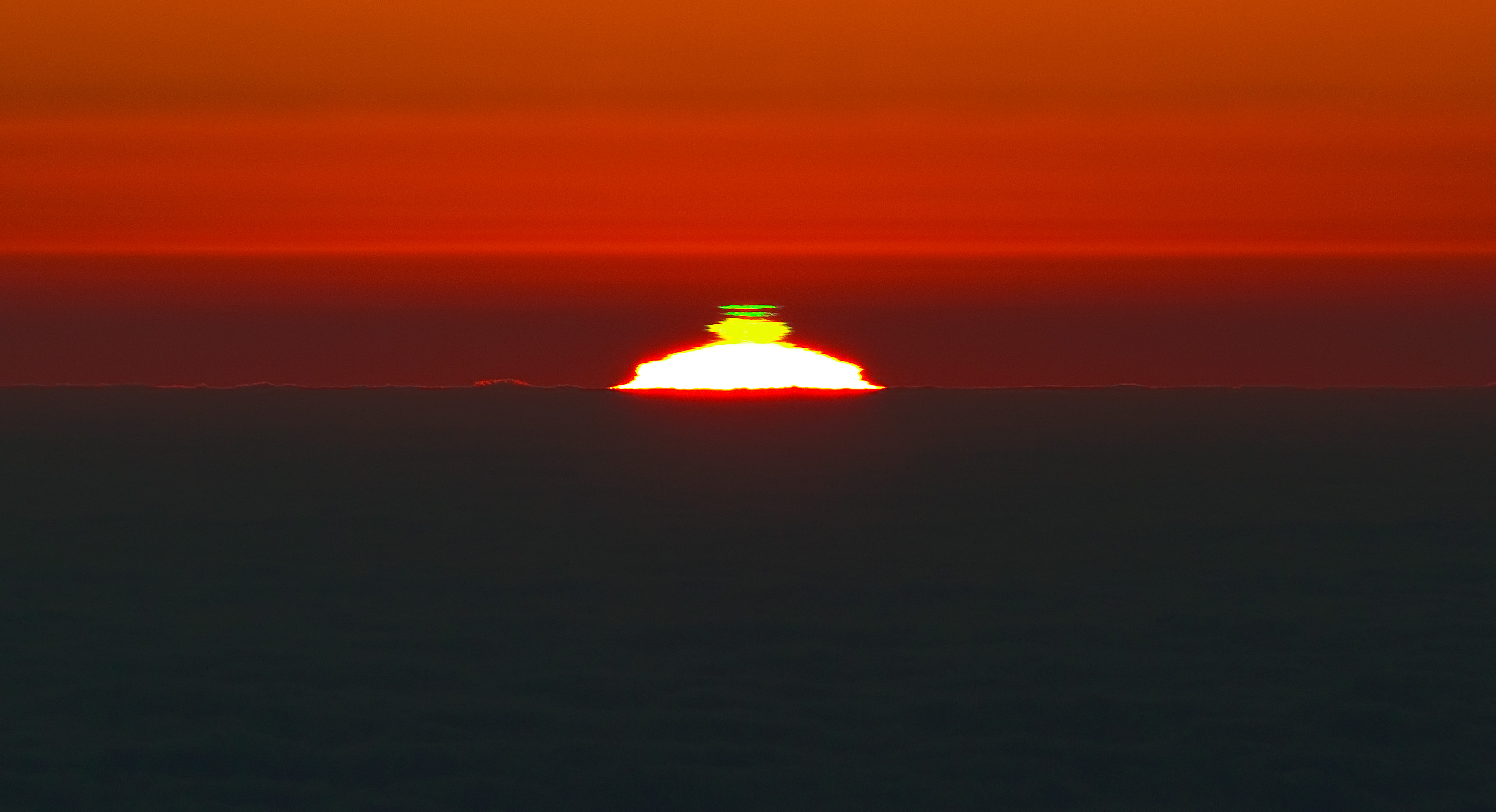
Um Brilho verde aparece acima do disco solar por um segundo ou mais. Uma dessas ocorrências foi tirada de Cerro Paranal.

- Pilar de luz
- Mirages (incluindo Fata Morgana)
- Arco-íris
- Subsun
- Efeito Tyndall

### Outros fenômenos ópticos
Um flash verde aparece acima do disco solar por um segundo ou mais. Uma dessas ocorrências foi tirada de Cerro Paranal.
- Dicromatismo
- Gegenschein
- Iridescência
- Efeito de oposição
- Sylvanshine
- Luz zodiacal

### Efeitos ópticos
- Asterismo, gemas estelares, como safira estelar ou rubi estelar.
- Aura, um fenômeno no qual o gás ou poeira ao redor de um objeto luminesce ou reflete a luz do objeto.
- Aventurescence, também chamado de efeito Schiller, joias com lantejoulas, como quartzo de aventurina e pedra-do-sol.
- Contas de Baily, grãos de luz do sol visíveis em eclipses solares totais.
- Câmera obscura.
- Catodoluminescência.
- Cáusticos.
- Chatoyancy, joias de olho de gato, como olho de gato crisoberil ou olho de gato água-marinha.
- Polarização cromática.
- Difração, a curvatura aparente e propagação de ondas de luz quando encontram uma obstrução.
- Dispersão.
- Refração dupla ou birrefringência de calcita e outros minerais.
- Experiência de dupla fenda.
- Eletroluminescência.
- Onda evanescente.
- Fluorescência, também chamada de luminescência ou fotoluminescência.
- Dispersão de Mie (por que as nuvens são brancas).
- Metamerismo a partir de alexandrita.
- Padrão moiré.
- Anéis de Newton.
- Fosforescência.
- Gemas ou cristais de pleocroísmo, que parecem "multicoloridos".
- Fenômenos polarizados relacionados à luz, como refração dupla ou pincel de Haidinger.
- Dispersão de Rayleigh (por que o céu é azul, o pôr do sol é vermelho e fenômenos associados).
- Reflexão.
- Refração.
- Sonoluminescência.
  - Camarãooluminescência.
- Radiação síncrotron.
- A separação da luz em cores por um prisma.
- Triboluminescência.
- Espalhamento Thomson.
- Reflexão interna total.
- Luz torcida.
- Efeito Umov.
- Efeito Zeeman.
- A capacidade da luz de viajar pelo espaço ou pelo vácuo.

### Fenômenos entópticos
- Difração de luz através dos cílios.
- Escova de Haidinger.
- Monocular diplopia (ou polyplopia) a partir de reflexões nos limites entre os vários meios oculares.
- Fosfenos de estimulação diferente da luz (por exemplo, mecânica, elétrica) das células bastonetes e cones do olho ou de outros neurônios do sistema visual.
- Imagens de Purkinje.

### Ilusões ópticas
- O tamanho invulgarmente grande da Lua à medida que nasce e se põe, a ilusão da lua.
- A forma do céu, a tigela do céu.

### Fenômenos inexplicados
Alguns fenômenos ainda não foram explicados de forma conclusiva e podem ser alguma forma de fenômenos ópticos. Esses "mistérios" podem ser simplesmente atrações turísticas locais que não são dignos de investigação aprofundada.
- Luzes de Hessdalen.[4]
- Luz de Saratoga.[5]
- Bolas de fogo Naga.[6]